# グレナダの軍事
グレナダの軍事（グレナダのぐんじ）では、グレナダの軍事組織について述べる。
1983年のグレナダ侵攻後、グレナダ人民革命軍は解散され、代わりに準軍事組織としてグレナダ警察軍（英語: Royal Grenada Police Force, RGPF）が治安維持の任にあたる。この警察軍の中には特殊部隊が含まれている。海上についてはグレナダ沿岸警備隊が担当している。
地域安全保障システムには1985年に加盟した。